# Senpai ~Love Again~
Singles de Country Musume ni Konno to Fujimoto (Morning Musume)
Uwaki na Honey Pie
(2003) Shining Itoshiki Anata
(2004)
Senpai ~Love Again~ (先輩 ～LOVE AGAIN～) est le 10e single du groupe de J-pop Country Musume, et son deuxième en tant que Country Musume ni Konno to Fujimoto (Morning Musume) avec Asami Konno et Miki Fujimoto de Morning Musume.

## Présentation
Le single sort le 12 novembre 2003 au Japon sur le label zetima, écrit et produit par Tsunku. Il atteint la 15e place du classement de l'oricon, et reste classé pendant cinq semaines, se vendant à 22 196 exemplaires durant cette période.
C'est le deuxième disque du groupe avec la nouvelle membre Miuna, et avec les deux nouvelles invitées Asami Konno et Miki Fujimoto de Morning Musume qui remplacent désormais Rika Ishikawa, qui a quitté le groupe après deux années de présence. La chanson-titre figurera sur les compilations Country Musume Daizenshū 2 de 2006 et Country Musume Mega Best de 2008. La chanson en "face B" est une reprise d'une chanson de l'ancien groupe Taiyō to Ciscomoon sortie en single quatre ans auparavant : Marui Taiyō -winter ver.-. Le single contient pour la première fois une troisième chanson, composée par Taisei, en plus de la version instrumentale.

## Membres
- Asami
- Mai Satoda
- Miuna
- Asami Konno
- Miki Fujimoto

## Liste des titres
1. Senpai ~Love Again~  (先輩 ～LOVE AGAIN～?)
2. Marui Taiyō (2003 Ver.)  (丸い太陽...?)
3. Nani ga Ai ka Wakaranai Kedo...  (何が愛かわからないけど...?)
4. Senpai ~Love Again~ (Instrumental) (先輩 ～LOVE AGAIN～...?)